# Chanéac
Chanéac ist eine französische Gemeinde mit 262 Einwohnern (Stand 1. Januar 2022) im Département Ardèche in der Region Auvergne-Rhône-Alpes. Sie gehört zum Gemeindeverband Val Eyrieux.

## Geografie
Chanéac liegt im Norden des Départements, 3,7 Kilometer nördlich von Arcens. Der Eyrieux und sein Nebenfluss, die Saliouse, fließen durch das Gemeindegebiet. Die Gemeinde gehört zum Regionalen Naturpark Monts d’Ardèche (Parc naturel régional des Monts d’Ardèche). Nachbargemeinden sind im Norden Lachapelle-sous-Chanéac, im Westen Saint-Martin-de-Valamas, im Süden Arcens, im Südwesten Borée, im Westen La Rochette und im Nordwesten Saint-Clément. Die nächstgrößere Stadt ist Aubenas in 35 Kilometern Entfernung Richtung Südosten.

## Geschichte
Chanéac wurde erstmals 1099 erwähnt. Zuvor war der Ort noch unter seinem römischen Namen Chaneacium bekannt. Damals regierte die Familie Fay in der Region. 1099, im ersten Jahr nach der Eroberung Jerusalems, bestätigte Pierre de Fay die Spende der Kirche von Chanéac. Im selben Jahr wurde auch die Kirche Sainte-Appolinaire, nahe dem Dorf von der Diözese Le Puy-en-Velay gespendet. 1229 wurde das gleichnamige Schloss von Chanéac das erste Mal erwähnt. Es wurde von Philippa de Fay zu Ehren des damaligen Bischofs von Le Puy errichtet. 1284 kam es zu einem kleinen Krieg zwischen dem Lehnsherren Guillaume de Poitiers und dem Priester von Saint-Martin-de-Valamas Baudouin. 1320 gab es einen erneuten Konflikt, der durch eine Vereinbarung zwischen Pfarrer Bertrand de Rivière und Guillaume de Poitiers beendet wurde. Die grenzen seines Besitzes wurden genau definiert und neu festgesetzt. Bis zum Jahr 1343 wird immer wieder von Schenkungen an die Bischöfe von Le Puy berichtet. 1362 kommt es in der Kirche von Chanéac zur Heirat zwischen Eléonore de Poitiers und Bermond III. d’Anduze, dem früheren Lehnsherren von La Voulte-sur-Rhône. 1378 ist es dem Anwalt von d’Andouze, Etienne de Chanéac, zu verdanken, dass der Einfluss der Adelsfamilie Poitiers endgültig gestoppt wurde, denn er vertrat in einem gewaltsamen Konflikt die Interessen seines Herrschers. Als Dank dafür, erhielt er nach dem Tod von Louis d’Andouze die Macht über die Gemeinde und wurde Lehnsherr. Später wurde der Ort von der Diözese Viviers und einer Subdelegation des Haut-Vivarais übernommen.
Anschließend wurde Chanéac Lehen der Familie de Chambarlhac, deren Wurzeln im benachbarten Département Haute-Loire liegen. Die Burg der Familie befand sich im Tal der Saliouse, drei Kilometer westlich des Ortskerns von Chanéac. Heute sind nur noch Ruinen davon erhalten.

### Bevölkerungsentwicklung
| Jahr                       | 1962 | 1968 | 1975 | 1982 | 1990 | 1999 | 2009 | 2016 |
| Einwohner                  | 390  | 313  | 253  | 243  | 243  | 268  | 262  | 257  |
| Quellen: Cassini und INSEE |      |      |      |      |      |      |      |      |

## Kultur und Sehenswürdigkeiten

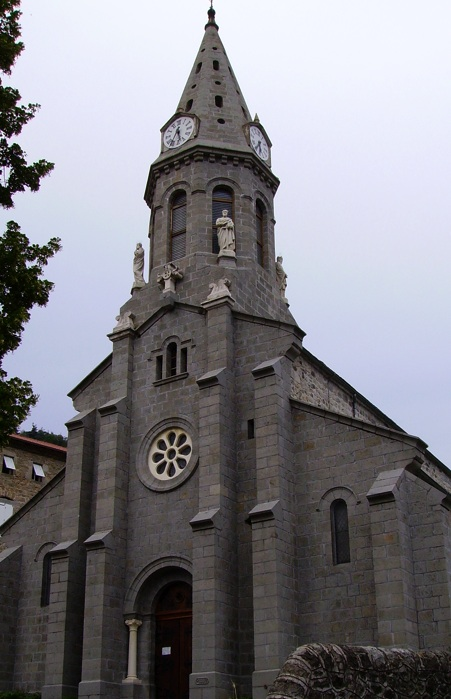
Kirche Saint-Saturnin

Die Kirche Saint-Saturnin in Chanéac stammt aus dem 19. Jahrhundert. Sie beherbergt ein silbernes Prozessionskreuz aus dem 15. Jahrhundert, das seit 1962 als Monument historique (historisches Denkmal) klassifiziert ist. Außerdem sind unter den Häusern des Ortskerns immer noch Überreste alter, befestigter Häuser zu sehen. Die Gemeinde beheimatet außerdem einen antiken Brotofen aus Kalkstein.
Im Weiler Serre ist das Musée de la Ruralité (Museum der Ländlichkeit) zu besichtigen. Außerdem befinden sich in der Nähe des Flusses Eyrieux felsige Hohlräume, die liebevoll Marmites de Géant (Töpfe des Riesen) genannt werden und von der Kraft des Wassers geformt wurden.

## Wirtschaft
Mitte des 19. Jahrhunderts wurde die Seidenverarbeitung zu einem wichtigen Erwerbszweig in Chanéac und im ganzen Kanton Saint-Martin-de-Valamas.  
Heute wird das Bild der Gemeinde von Wald und Weiden geprägt. Haupterwerbszweig der Chanéacquois ist die Landwirtschaft, besonders Mischkultur und die Zucht von Hausschafen, Hausziegen und Hausrindern.

### Lokale Produkte
Lokale Produkte sind Ziegenkäse, Lammfleisch und Fleisch von „Osterrindern“, das die Appellation d’Origine Contrôlée (Herkunftsbezeichnung) Fin gras du Mézenc trägt.